# Jobst Hermann von Ilten
Jobst Hermann von Ilten (ur. 1649, zm. 27 czerwca 1730) – hanowerski polityk, dyplomata i urzędnik.
Urodził się w 1649 roku w ojcowskich dobrach Gestorf w Ks. Calenberg. Chociaż luteranin wstąpił z braku pieniędzy do jezuitów. Od 1667 roku w armii francuskiej, w której w latach 1672–1674 służył w wojnie przeciw Holandii. Z braku szans na objęcie dowództwa wrócił do Hanoweru.
Gdy w roku 1679 do władzy doszedł biskup Ernst August von Osnabrück, wziął von Iltena do swej ekipy ministerialnej. Von Iltenowi udało się wówczas bogato ożenić z siostrą innego ministra. Został Inspektorem Wojsk (Inspektor der Truppen) i poprowadził kampanię wojenna przeciw Francuzom w latach 1688–1689.
Pełnił funkcję tajnego radcy stanu (Geheimenrath) w Księstwie Brunszwik-Lüneburg, a ponieważ Jerzy I Hanowerski, elektor Hanoweru i pierwszy król Anglii z domu hanowerskiego (od 1714) był jednocześnie księciem Brunszwiku-Lüneburga i elektorem Cesarstwa, droga do hanowerskich służb dyplomatycznych stała przed von Iltenem i innymi szlachcicami z Calenbergu i Brunszwiku otworem.
W latach 1697–1708, z kilkoma przerwami był wysyłany w liczne misje dyplomatyczne.
Był dwukrotnie posłem Hanoweru do Prus (w 1702 i ponownie w okresie 1705–1708). W 1706 załatwiał sprawę zaręczyn hanowerskiej księżniczki Zofii Doroty i pruskiego następcy tronu Fryderyka. Zaślubiny Fryderyka i Zofii odbyły się 28 listopada 1706 roku. Na własne życzenie odwołany z Berlina w 1708.
Gdy elektor Jerzy-Ludwik objął w 1714 tron brytyjski jako Jerzy I Hanowerski, von Ilten został głównym Staatsminister w Hanowerze. Zmarł pełniąc tę funkcję 27 czerwca 1730 w Hanowerze.
Rodzina von Ilten należała do najbardziej wpływowych w Elektoracie. Prócz Jobsta von Iltena należeli do niej:
- Ernst August von Ilten (1683-1740), hanowerski sędzia nadworny (Hofrichter)
- Johann Georg von Ilten (1688-1749), hanowerski generał-porucznik
- Thomas Eberhard von Ilten (1685-1757), hanowerski generalny komisarz wojenny (Generalkriegskommandant).